# Husa krátkozobá
Husa krátkozobá (Anser brachyrhynchus) je menším druhem husy z řádu vrubozobých, blízce příbuzným huse polní.

## Taxonomie
Dříve byla husa krátkozobá považována za poddruh husy polní, později byla prohlášena za samostatný, monotypický druh.

## Popis
- Délka těla: 64–76 cm
- Rozpětí křídel: 137–614 cm
- Hmotnost: 1,8–3,35 kg[2]

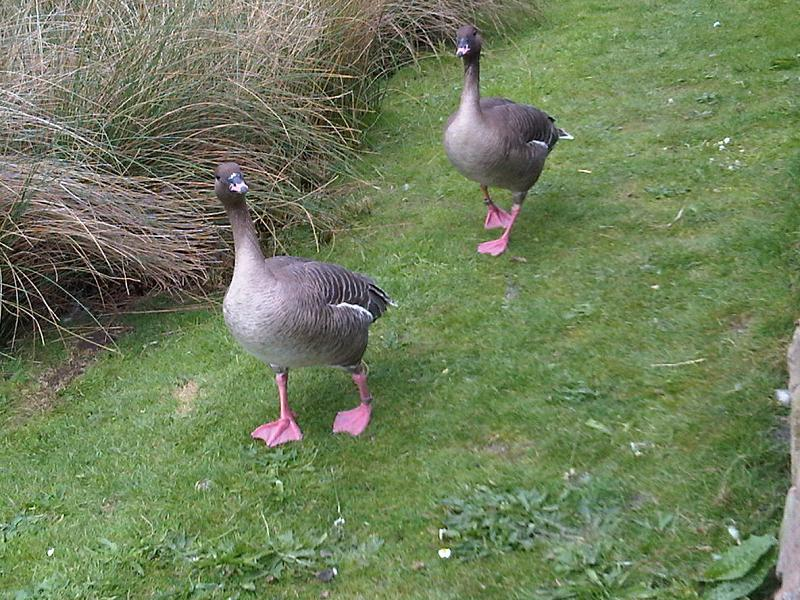
Růžové nohy jsou výrazným určovacím znakem

Velikostí se blíží huse polní, zpravidla ale bývá menší. Má kompaktní tělo s krátkým krkem, kulatou hlavou a krátkým, trojúhelníkovitým zobákem, který je černý s výjimkou růžového pásku v přední části. Vzácně se může vyskytnout i tenký bílý lem u kořene zobáku. Nohy jsou růžové, čímž se liší od příbuzných druhů (husa polní, husa velká). Tmavě hnědošedá hlava přechází zhruba v polovině krku ve světle hnědošedou hruď. Boky jsou tmavší než hřbet, křídla jsou svrchu světlá – světlejší než u husy polní a běločelé, čehož lze využít při určování v letu. (Světlá křídla má v letu také husa velká, ale ta má naopak tmavý hřbet.)

Zbarvení mladých jedinců se příliš neliší od dospělých, znaky jsou ale méně výrazné.

### Hlas
Volání je tónově položeno zhruba mezi husu polní a husu běločelou. Spíše se podobá huse polní.

## Rozšíření
Hnízdí v arktické tundře a v horských oblastech Grónska, Islandu a Špicberků, zimuje v severozápadní Evropě.

### Výskyt v Česku
Do Česka zaletuje jen vzácně během zimování (září až leden). Faunistická komise České společnosti ornitologické eviduje pouze jediné prokázané pozorování husy krátkozobé na území ČR, a to v březnu 2019.

## Bionomie

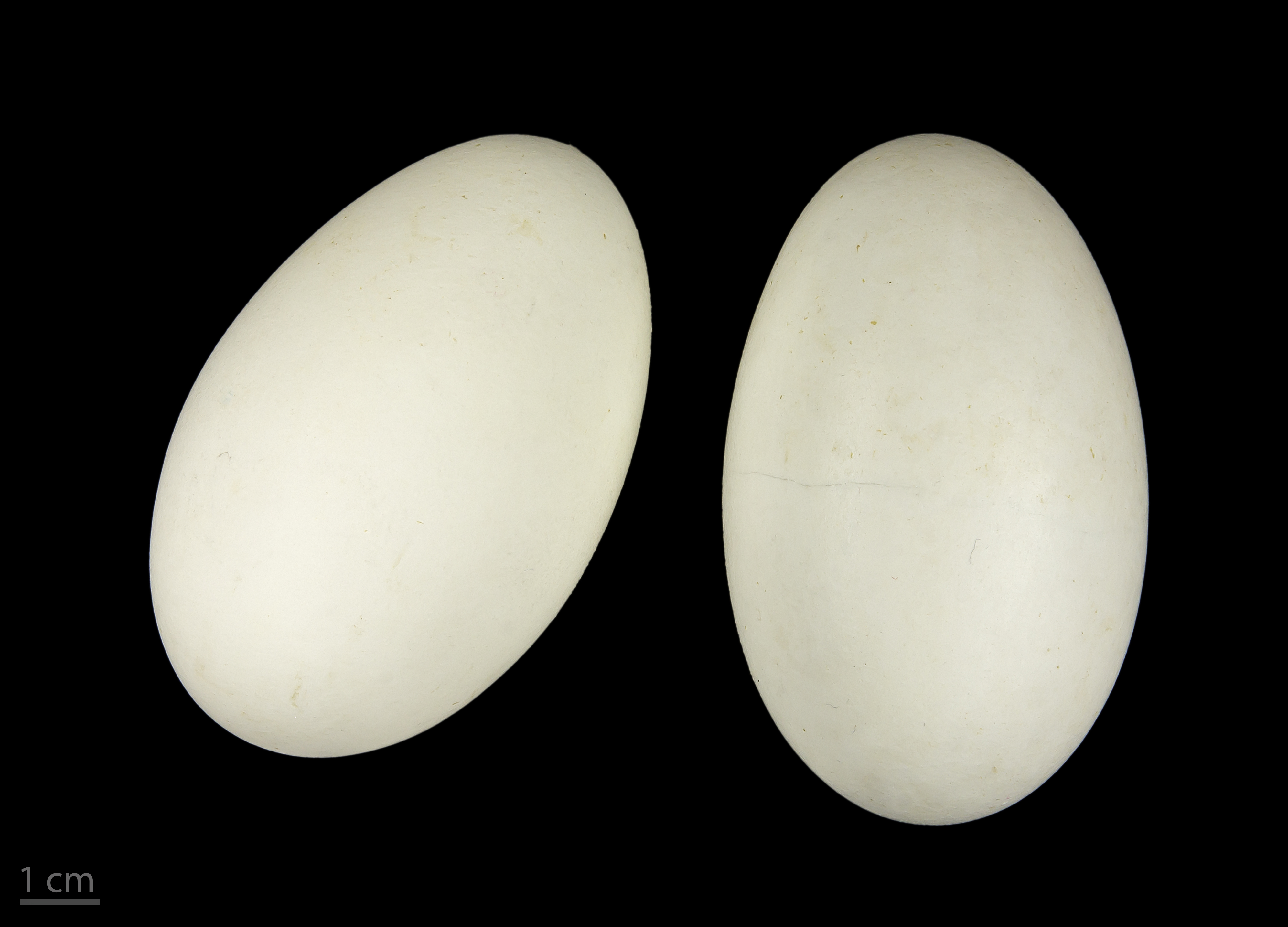
Vejce husy krátkozobé

Živí se rostlinnou potravou (na zimovištích to mohou být kulturní plodiny). Hnízdí v květnu a červnu, hnízdo staví na suché zemi, někdy i na skalách. Snůšku (zpravidla 4–5 vajec) inkubuje samotná samice 26–27 dní. Vylíhnutá mláďata pak už doprovázejí oba rodiče. Vzletnosti dosahují v 56 dnech věku, pohlavně dospívají ve druhém až třetím roce života. Nejvyšší zaznamenaný věk husy krátkozobé je 21 let a 5 měsíců.